# Station Røros
Station Røros is een station in  Røros in fylke Trøndelag  in  Noorwegen. Het station ligt aan Rørosbanen. Røros werd in 1877 geopend en was een ontwerp van Peter Andreas Blix. In 2002 werd het ingrijpend verbouwd.